# Фома з Вілланови
Святий Фома з Вільянуеви (також Фома з Вілланови; ісп. Tomás de Villanueva ; (1488 , Фуенльяна, Кастилія-Ла-Манча  — 8 вересня 1555 , Валенсія )) — іспанський монах- августинець, відомий проповідник, аскет і письменник свого часу. архієпископ Валенсії, який особливо прославився турботою про бідних.

## Біографія
Томас Гарсіа-і-Мартінес (ісп. Tomás García y Martínez) народився в 1488 році в сім'ї мірошника з Фуенльяни, який регулярно роздавав їжу жебракам. Виріс і вивчився у Вільянуеві-де-лос-Інфантес, звідки й пішло його ім'я Фома з Вільянуеви. У 16-річному віці вступив до університету в алкалі вивчати богослов'я. Він став професором і викладав мистецтво, логіку та філософію, незважаючи на розсіяність та погану пам'ять.
У 1516 році вирішив приєднатися до ченців-августинців у Саламанці і в 1518 році був висвячений у сан священника. Прославився промовистими та палкими проповідями в церквах Саламанки. Почувши його проповідь, Карл V вигукнув: «Цей монсеньйор зрушить навіть каміння!» Він зробив Фому одним зі своїх радників і придворним проповідником у резиденції імператора у Вальядоліді. Різка критика інших єпископів принесла йому репутацію реформатора. Також проповідував проти жорстокості кориди.
В ордені послідовно обіймав посади пріора свого місцевого монастиря, генерального візитатора та пріора провінції андалусія та Кастилія. В 1533 Фома відправив перших ченців-августинців до Мексики. Карл V пропонував йому пост архієпископа Гранади, але Фома відмовився.

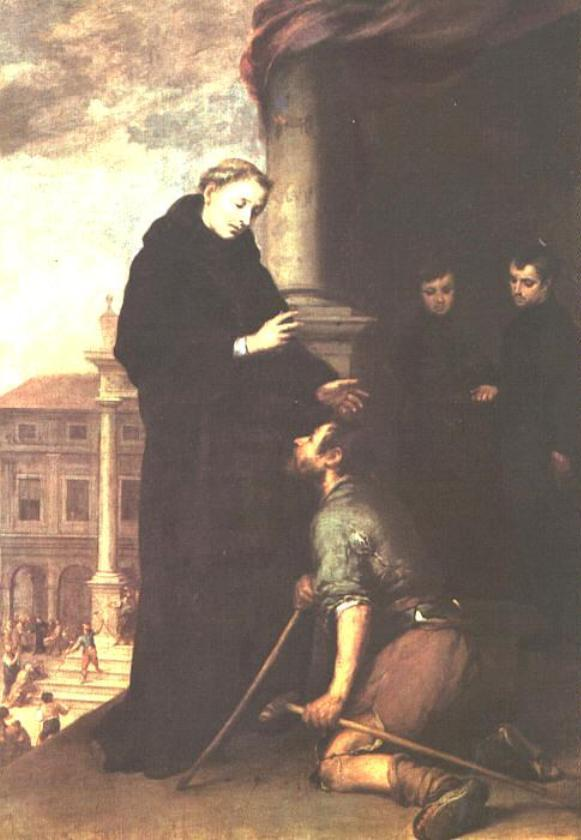
Фома з Вільянуеви зцілює хворих. Мурільйо, 1668 р.

## Єпископство
В 1544 призначений архієпископом Валенсії, але відмовлявся прийняти посаду доти, поки не надійшов офіційний наказ. Виділені кошти на обстановку архієпископської резиденції він відправив до лікарні, що потребує ремонту. Насамперед він відвідав усі парафії, щоб дізнатися, чого потребують люди, і з допомогою свого помічника єпископа Хуана Сегріа він упорядкував запущені справи архієпархії. Організував спеціальний коледж для новонавернених маврів і, зокрема, втілив у життя ефективний проект із надання соціальної допомоги. У 1547 році висвятив у священники Луїса Бертрана, майбутнього «апостола Південної америки».
Відомий аскет і «батько бідняків», він продав свій солом'яний матрац, щоб роздати гроші жебракам, і носив той самий, що і в послушництві, одяг, власноруч полагоджений. Він невтомно допомагав нужденним, особливо піклуючись про сирот, безприданниць і хворих. Тим не менше він мав розумне уявлення про благодійність і прагнув вирішити проблему бідності зсередини: «Благодійність — це не просто роздача милостинь, але усунення потреби тих, хто отримує милостиню, і по можливості звільнення їх від неї». Заснував інтернати та школи.
Фома з Вільянуеви помер у Валенсії 8 вересня 1555 від «грудної жаби» у віці 68 років. Похований у соборі Валенсії.

## Уславлення
Зарахований до лику блаженних 7 жовтня 1618 року папою Павлом V, канонізований папою Олександром VII 1 листопада 1658.
День пам'яті — 22 вересня.